# Torre Delimara

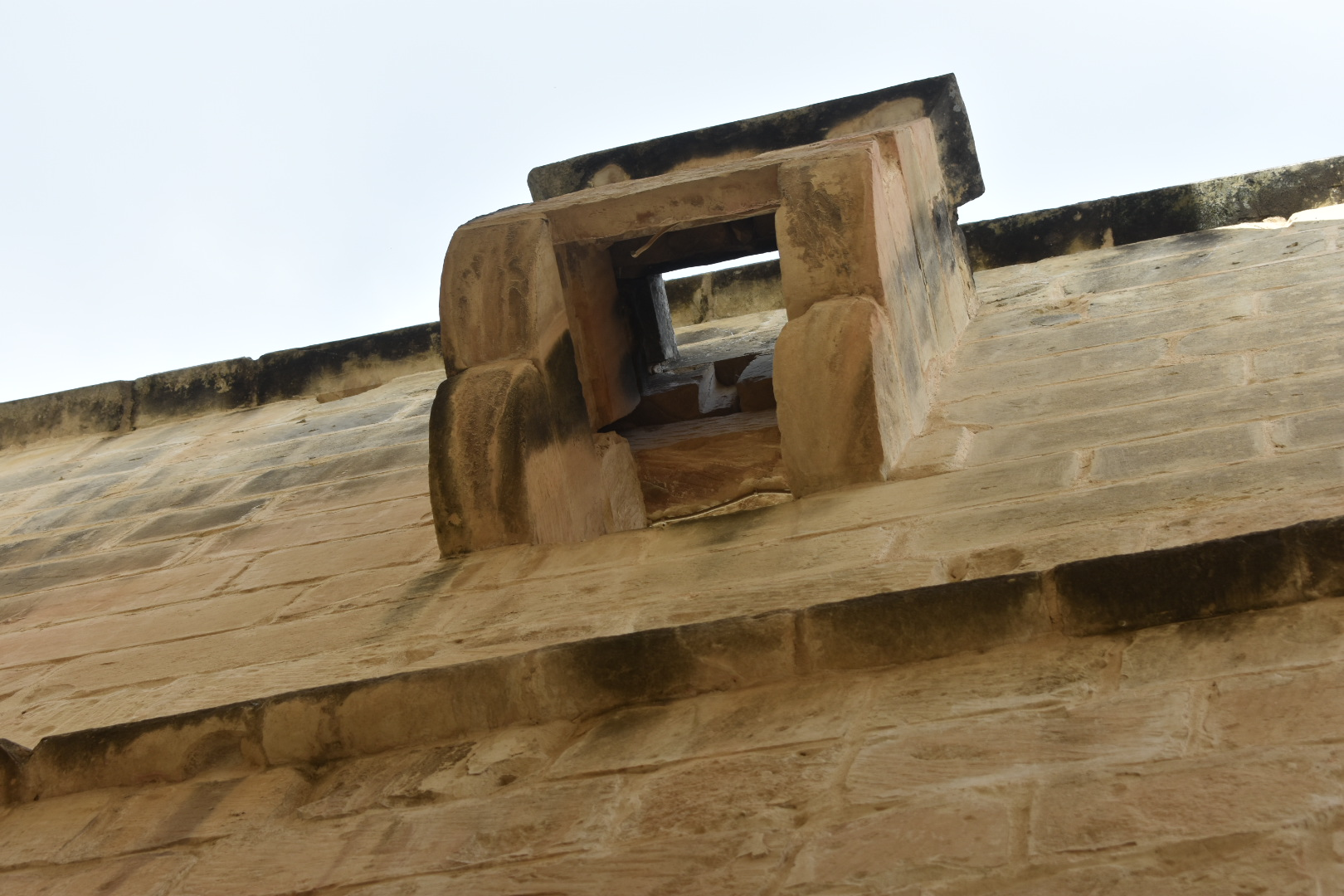
Un matacán de la Torre Tal-Wejter, en Birkirkara, Malta

La Torre Delimara (en maltés: Torri ta' Delimara), originalmente conocida como Torre della Limara, era una pequeña torre de vigilancia en Delimara, límites de Marsaxlokk, Malta. Fue construido en 1659 como la décima de las torres de Redín, y más tarde se construyó una batería de artillería cerca en 1793. Tanto la torre como la batería han sido demolidas. 

## Historia
La Torre Delimara fue construida en 1659 en la punta de Delimara Point. Siguió el diseño estándar de las torres de Redín, con una planta cuadrada con dos pisos y una torreta en el techo. Una característica única de la Torre Delimara era que tenía matacanes. También tenía un contrafuerte en la base, lo que implicaba que tenía algunas debilidades estructurales. Todavía existe un contrafuerte similar en la Torre Triq il-Wiesgħa. 
La Torre Delimara tenía a la Torre Xrobb l-Għaġin en su línea de visión al noreste, y la Torre Bengħisa al suroeste. Una batería de mortero fue construida cerca de la torre en 1793.

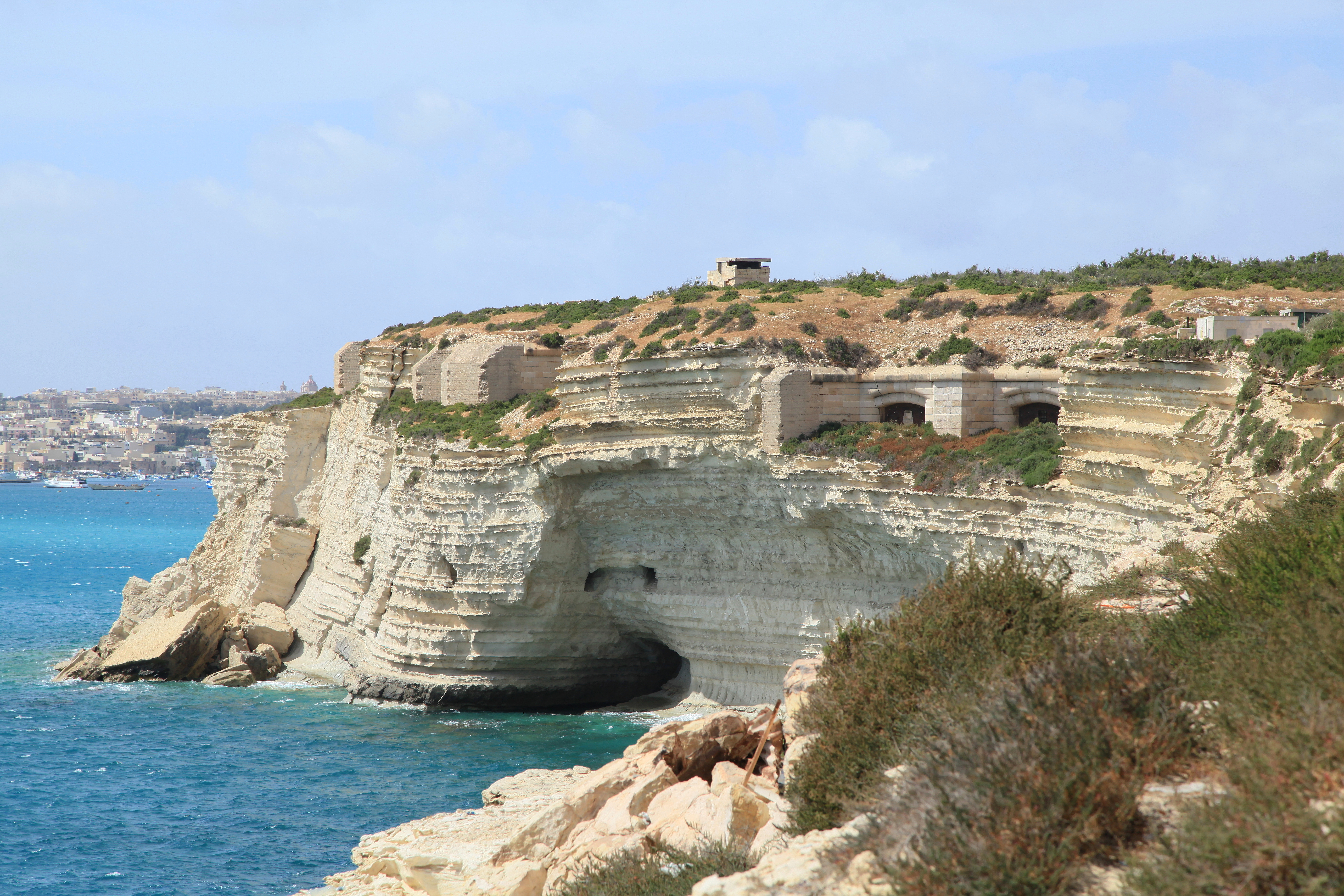
Vista del Fuerte Delimara, Triq Delimara en Marsaxlokk, Malta

## Actualmente
Tanto la torre como la batería fueron demolidas por los británicos para despejar la línea de fuego del cercano Fuerte Delimara.